# Pico Santiago (California)

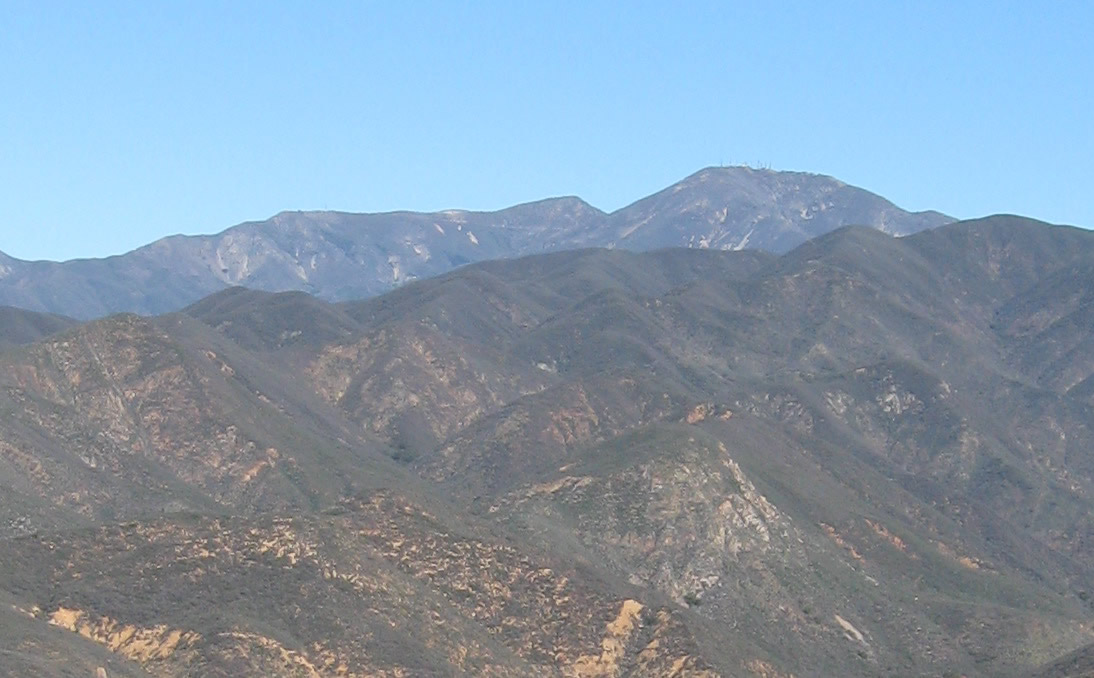
Santiago Peak.

El Pico Santiago (en inglés: Santiago Peak) es una montaña al sureste del Condado de Orange, de la formación Saddleback. Este es el más alto y prominente pico de las Montañas Santa Ana en el condado.

## Geografía
- Altitud: 1.355 m
- Coordenadas Geográficas: 33°42'38" N y 117°31'59" O.

- Datos: Q8524849
- Multimedia: Santiago Peak / Q8524849